# Delmont (Pennsylvanie)
Pour les articles homonymes, voir Delmont (homonymie).
Delmont est un borough situé au centre du comté de Westmoreland, en Pennsylvanie, aux États-Unis,. En 2010, il comptait une population de 2 686 habitants, estimée au 1er juillet 2020 à 2 652 habitants. Le borough est fondé en 1814 et incorporé en 1833.

## Démographie
Lors du recensement de 2010, le borough comptait une population de 2 686 habitants. Elle est estimée, en 2020, à 2 652 habitants.